# 피오토르 스토코비에크
피요토르 스토코뷔에크(폴란드어: Piotr Stokowiec, 1972년 5월 25일~)는 폴란드인 축구 감독이다.
2018년 5월 5일, 레히아 그단스크의 감독으로 취임했다.

## 경력

### 감독
자그웽비에 루빈
- 엑스트라클라사 3위(2015/16 시즌)

레히아 그단스크
- 폴란드컵 - 우승(2018/19 시즌)
- 폴란드 슈퍼컵 - 우승(2019년)
- 엑스트라클라사 - 3위(2018/19 시즌)